# Slunný důl
Slunný důl – niewielka dolina w Sudetach Zachodnich, w czeskiej części pasma Karkonoszy.

## Położenie
Dolina położona jest po czeskiej stronie Karkonoszy, w ich północno-wschodniej części, pomiędzy masywem Kouli na północy, Růžové hory na zachodzie a grzbietem odchodzącym od Růžové hory na południowy wschód, do Pěnkavčí vrchu, na południu.

## Charakterystyka
Dolina ma długość ok. 1,5 km, jest wąska, głęboko wcięta pomiędzy okoliczne masywy. Biegnie z zachodu na wschód. Uchodzi do doliny Lví důl.

## Wody
Dnem doliny płynie Křížový potok, prawy dopływ Jelení potoku.

## Geologia
Dolina i jej otoczenie leży na obszarze zbudowanym ze skał metamorficznych, należących do metamorfiku południowych Karkonoszy.

## Roślinność
Większa część doliny jest zalesiona.

## Ochrona przyrody
Cały obszar doliny i jej otoczenia leży w obrębie czeskiego Karkonoskiego Parku Narodowego (czes. Krkonošský národní park, KRNAP)

## Turystyka
Przez dolinę nie biegną żadne szlaki turystyczne. Ponad nią, od zachodu, przechodzi grzbietem ograniczającym dolinę,   żółty szlak turystyczny z przysiółka Dolní Malá Úpa na Śnieżkę.